# Springfield (Belice)
Springfield es un asentamiento del distrito de Cayo, en Belice. Los habitantes son menonitas conservadores que hablan plautdietsch, un dialecto del bajo alemán. Se localiza a 15 kilómetros al sur de la capital Belmopán.
En Springfield hay un vivero de árboles frutales y un aserradero tirado por caballos.

## Historia
Springfield fue fundado alrededor de 1996 como una colonia hija de Upper Barton Creek de menonitas muy conservadores, que viven en su mayoría en los Estados Unidos. Estos menonitas, que pertenecen a la rama Noah Hoover de los menonitas de la antigua orden, poseen muchos aspectos extrínsecos similares a los amish, pero son claramente distintos de ellos. Norris Hall, un fotoperiodista que en 2011 hizo un foto documental sobre el pueblo de Springfield, erróneamente se refiere a ellos como "Amish".

## Demografía
La población de la aldea de 270 habitantes se compone de 40 familias menonitas, en la mayoría de habla alemán de Pensilvania. Tienen familias numerosas, con un promedio 6,8 personas por hogar.